# تورم کیهانی

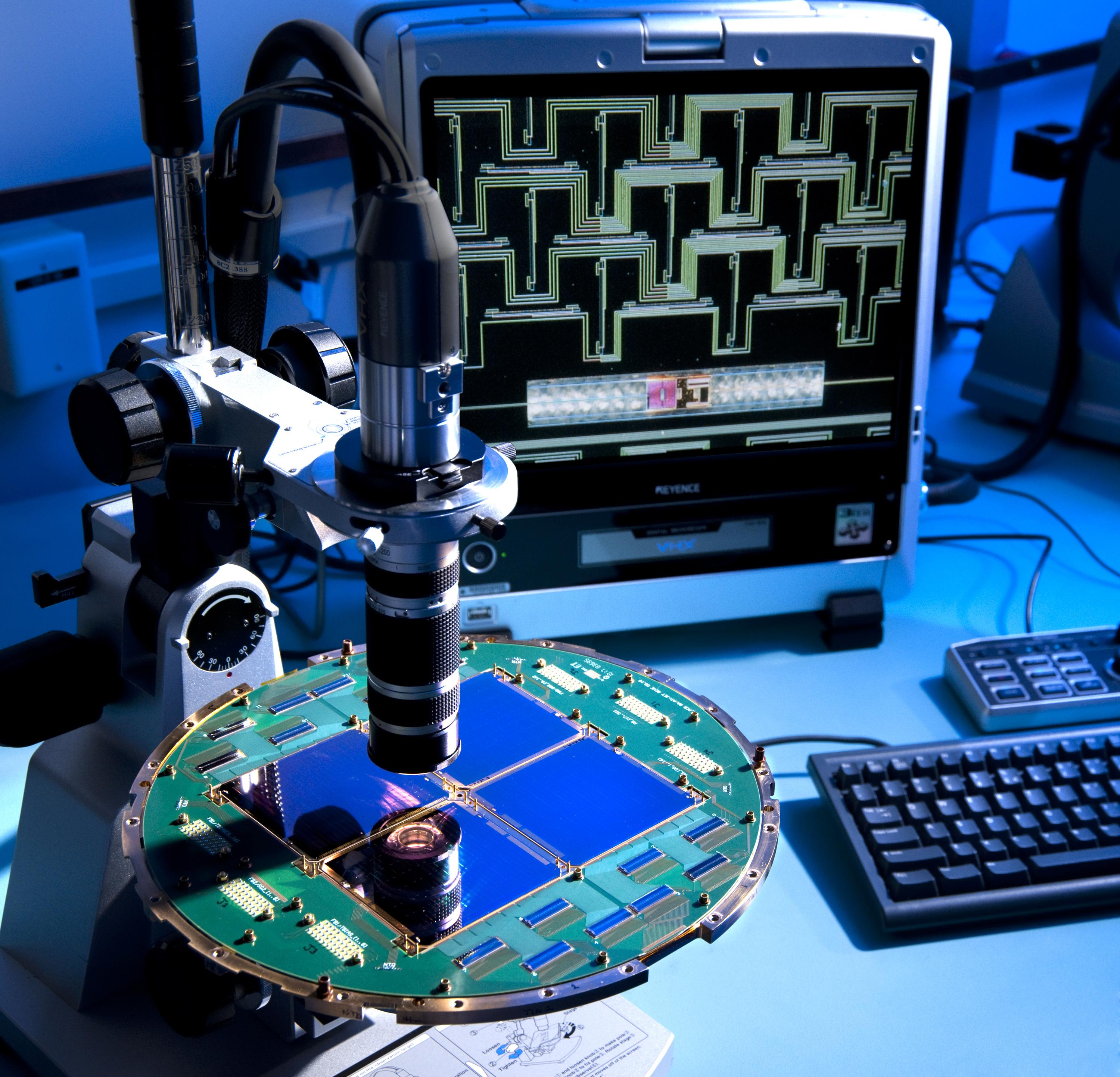
شواهد مربوط به امواج گرانشی از زمان شده‌باشد.

در کیهان‌شناسی فیزیکی، تورم کیهانی یا تورم به انبساط جهان اولیه با سرعتی بسیار بیشتر از سرعت نور اشاره دارد. دوره تورمی جهان از ۱۰−۳۶ ثانیه پس از مه‌بانگ تا ۱۰−۳۳ یا ۱۰−۳۲ ثانیه پس از آن به طول انجامید. پس از پایان دورهٔ تورمی نیز جهان به انبساط خود با سرعتی کمتر ادامه داد.
فرضیهٔ تورمی توسط فیزیکدان آمریکایی به نام الن گوث در سال ۱۹۸۰ پیشنهاد شد.
در هفدهم مارس ۲۰۱۴، اخترفیزیکدانان BICEP2 اعلام کردند که موفق به آشکارسازی امواج گرانشی تورمی در طیف توان حالت بی شدند و این به‌منزلهٔ تأیید محکمی بر نظریهٔ گوث بود.
تورم ساختار بزرگ‌مقیاس جهان را توضیح می‌دهد. اغتشاشات کوانتومی در منطقهٔ میکروسکوپیِ تورمی به‌اندازهٔ کیهان بزرگ شده و به دانه‌هایی برای شکل‌گیری ساختار در جهان تبدیل می‌شوند. (شکل‌گیری و تکامل کهکشان‌ها و تشکیل ساختار را ببینید)
همچنین بسیاری از فیزیکدانان بر این باور هستند که نظریهٔ تورمی می‌تواند توضیح دهد که چرا جهان از همهٔ جهات یکسان به‌نظر می‌رسد(همسانگردی جهان)، چرا تابش زمینهٔ کیهانی توزیع یکنواختی در همه‌جا دارد، چرا جهان تخت است، و همچنین چرا تاکنون هیچ تک‌قطبی مغناطیسی مشاهده نشده‌است.
بااین‌که هنوز سازوکار تورم از دیدگاه فیزیک ذرات دانسته نیست، اما براساس تصویر ساده‌ای که در دست هست، پیش‌بینی‌هایی انجام شده که توسط آزمایش‌ها نیز تأیید شده‌اند.
هم‌اکنون تورم جزئی از مدل استاندارد مهبانگ در کیهان‌شناسی است. ذره یا میدان فرضی که مسئول تورم بوده‌است، اینفلاتون نام گرفته‌است.

## مرور کلی
جهان در حال انبساط دارای افق کیهان‌شناسی خواهد بود. افق کیهان‌شناسی مرزهای بخشی از جهان است که یک ناظر قادر به مشاهدهٔ آن خواهد بود. این بدان معنی است که نوری (و یا هرنوع تابش دیگری) که از جسمی خارج از افق کیهان‌شناسیِ یک ناظر منتشر شود، هرگز به ناظر نخواهد رسید، زیرا فضای میان جسم و ناظر با سرعت زیادی در حال انبساط است و این دو را از هم دور می‌کند.
وجود افق کیهان‌شناسی باعث می‌شود که تنها بخشی از جهان برای ما قابل دیدن باشد که به آن جهان قابل مشاهده می‌گویند. جهان قابل مشاهدهٔ ما بخشی از کل جهان است که ما امکان تأثیرگذاری و تأثیرپذیری با اجزای آن را داریم. لازمهٔ تأثیرگذاری و تأثیرپذیری تبادل اطلاعات فیزیکی مانند انرژی است و ازآنجاکه هیچ اطلاعاتی از خارج از جهانِ قابل مشاهده (حتی نور) ما هرگز به ما نمی‌رسد، امکان تأثیرگذاری و تأثیرپذیری در فضای خارج از آن وجود ندارد. در مدل کیهان‌شناسیِ استاندارد مه‌بانگ پیش از معرفی نظریهٔ تورمی، افق کیهان‌شناسی با گذر زمان گسترش می‌یابد و عقب‌تر می‌رود و نواحی جدیدی را به معرض دید می‌گذارد، اما همچنان‌که یک ناظر این نواحی جدید را می‌بیند تفاوتی بین آن‌ها و نواحی قدیمی‌تر نمی‌یابد: تابش زمینهٔ کیهانی در این نواحی تقریباً همان دمای نواحی دیگر را دارد و خَمِش فضازمان این نواحی همگام با نواحی قدیمی‌تر تکامل می‌یابد. این مشاهده این پرسش را برمی‌انگیزد که چگونه این نواحی می‌دانستند چه دما و خَمِشی باید داشته‌باشند؟ ازآنجاکه خارج از افق دید بوده‌اند، پیش از این هیچ سیگنالی با این نواحی تبادل نشده‌است.

تاریخ گیتی؛ این‌گونه پنداشته می‌شود که امواج گرانشی برآمده از تورم کیهانی هستند، انبساطی سریع‌تر از نور دقیقاً پس از مه‌بانگ (۱۷ مارس ۲۰۱۴).

نظریهٔ تورمی این‌گونه به پرسش مطرح‌شده پاسخ می‌دهد که این نواحی از دوره‌ای قدیمی‌تر با یک انرژی خلأ بزرگ یا ثابت کیهانی می‌آیند. فضای دارای ثابت کیهانی ازنظر کیفی کمی متفاوت است. افق کیهان‌شناسی به‌جای گسترش و حرکت رو به عقب، ثابت می‌مانَد و فاصلهٔ ناظر از افق کیهان‌شناسی همواره ثابت است. با انبساط نمایی فضا دو ناظر نزدیک به سرعت تا اندازه‌ای از هم دور می‌شوند که فاصلهٔ بین آن‌ها از حد لازم برای برقراری ارتباط بیشتر می‌شود. همه‌چیز به‌سرعت از افق کیهان‌شناسی خارج می‌شود و به‌سرعت همگن می‌شوند.
همچنان‌که میدان تورمی به‌آهستگی به خلأ می‌آرامد، ثابتِ کیهانی به سمت صفر می‌رود و جهان شروع به انبساط نرمال می‌کند، نواحی جدیدی که درحین این انبساط نرمال وارد افق دید می‌شوند دقیقاً همان نواحی هستند که در دورهٔ تورمی از افق دید خارج شده‌بودند؛ بنابراین، باید تقریباً همان دما و خَمِش را داشته‌باشند زیرا همگی زمانی در قسمت کوچکی از فضا بوده‌اند.
بدین‌ترتیب، نظریهٔ تورمی توضیح می‌دهد که چرا دما و خَمِش نواحی مختلف تقریباً یکسان هستند. همچنین پیش‌بینی می‌کند که خَمِش کلی یک بُرش از فضا در زمان ثابتِ جهانی صفر است. این پیش‌بینی ایجاب می‌کند که کل مادهٔ معمولی، مادهٔ تاریک و انرژی خلأ به چگالی بحرانی می‌افزایند و شواهد نیز قویاً این موضوع را تأیید می‌کند. نظریهٔ تورمی به فیزیکدانان اجازه می‌دهد تا تفاوت‌های بسیار اندک بین دمای نواحی مختلف را با استفاده از اغتشاشات کوانتومی در دورهٔ تورمی محاسبه کنند و بسیاری از این مقادیر پیش‌بینی‌شده مورد تأیید قرار گرفته‌اند.

## انگیزه‌ها

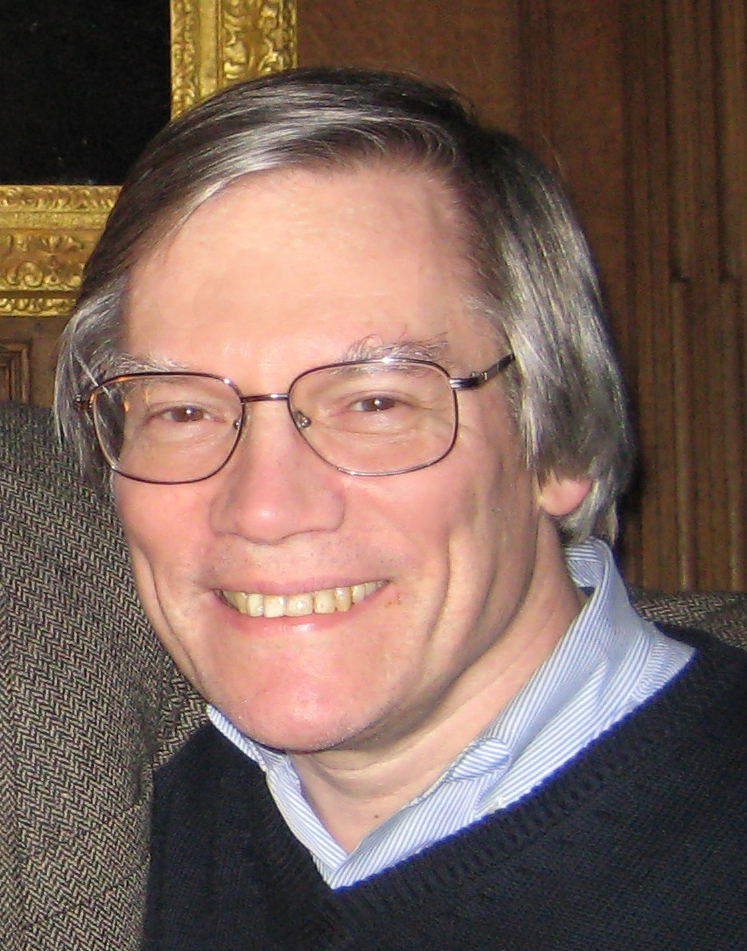
نگاره آلن گوث

نظریهٔ تورمی چندین مسئله در کیهان‌شناسی مه‌بانگ را که در دههٔ ۱۹۷۰ مطرح شده‌بودند حل می‌کند.
کشف تورم کیهانی توسط گوث انجام شد، درحالی‌که در حال بررسی این مسئله بود که چرا تاکنون هیچ تک‌قطبی مغناطیسی دیده نشده‌است. او دریافت که یک خلأ نادرست می‌تواند مطابق نظریهٔ نسبیت عام باعث انبساطِ نماییِ فضا می‌شود. به‌سرعت این آگاهی به‌وجود آمد که این انبساط می‌تواند بسیاری از مسائل قدیمیِ دیگر را نیز حل کند. این مسائل برآمده از این مشاهده هستند که جهان می‌بایست شرایط اولیهٔ ویژه و با دقت تنظیم‌شده‌ای در زمان مه‌بانگ داشته‌باشد تا بتواند به شکل کنونی که امروزه می‌بینیم باشد. نظریهٔ تورمی می‌کوشد تا این مسائل را با ارائهٔ سازوکار پویایی که جهان را به این حالت ویژه کشانده‌است، در چارچوب نظریهٔ مه‌بانگ حل کند.